# Earth Moving
Earth Moving — двенадцатый студийный альбом Майка Олдфилда, изданный в 1989 году.

## Об альбоме
Earth Moving стал первым альбомом Майка, в котором нет ни единой инструментальной композиции. Весь трек-лист состоит из поп и рок-песен. После издания этого альбома наступил переломный момент в творчестве Олдфилда — он начал всё больше сочинять инструментальную музыку, в то время как песни стали редкими гостями на его альбомах. Лишь в 2014 году Майк вновь выпустил чисто песенный альбом — Man On The Rocks.

## Список композиций

### Первая сторона
1. «Holy» — 4:37
2. «Hostage» — 4:09
3. «Far Country» — 4:25
4. «Innocent» — 3:30
5. «Runaway Son» — 4:05

### Вторая сторона
1. «See the Light» — 3:59
2. «Earth Moving» — 4:03
3. «Blue Night» — 3:47
4. «Nothing But» / «Bridge to Paradise» — 8:40